# غدبية
الفصيلة الغدبية أو الخنازيريات (باللاتينية: Scrophulariaceae)، هي فصيلة نباتية تتبع رتبة الشفويات.

## التسمية
اشتق الاسم من مرض الغدب أو داء الملك أو الخنازيري أو سكروفولا (scrophulae) وهو مرض غدي يصيب الخنازير والبشر. وقد استخدمت العديد من نباتات الفصيلة الغدبية لعلاج مرض الملك.
وتسمى هذه الفصيلة أيضاً الفصيلة الخنازيرية.

## لائحةالأجناس
- الغدب (باللاتينية: Scrophularia)
- الثلجينة (باللاتينية: Selago)
- الأرفيجة[6] (باللاتينية: Anarrhinum)
- الألونسوة (باللاتينية: Alonsoa)
- الأودونتيتس (باللاتينية: Odontites)
- الأوفتية (باللاتينية: Oftia)
- البوصير (باللاتينية: Verbascum)
- زقين (باللاتينية: Diascia)
- الفريلينية (باللاتينية: Freylinia)
- الميكرورينم (باللاتينية: Microrrhinum)
- القَسْوَر (باللاتينية: Buddleja)